# Un sacco d'oro
Un sacco d'oro (Pot o' Gold) è un film diretto dal regista George Marshall.
Si tratta di una commedia musicale dove Stewart canta alcuni pezzi in compagnia della Goddard e suona.

## Trama
Jimmy, dopo aver chiuso il suo negozio di musica, va a lavorare da suo zio in una fattoria. Vicino abita una famiglia irlandese amante della musica in lotta con lo zio che non apprezza. Jimmy aiuterà e metterà pace tra tutti, conquistando la bella Molly.